# Otto Pünter
Otto Pünter (* 4. April 1900 in Bern; † 13. Oktober 1988 ebenda) war ein Schweizer Journalist.

## Leben
Pünter absolvierte nach seiner Matur eine kaufmännische Ausbildung in Neuenburg. Danach arbeitete er auch im Ausland als Kaufmann und Bankangestellter. 
1927 wurde er Mitarbeiter der Presseagentur Res Publica und begann mit dem Aufbau des sozialdemokratischen Pressedienstes Insa. In den 1930er Jahren bis zum Ende des Zweiten Weltkriegs organisierte er einen eigenen antifaschistischen Nachrichtendienst, der als Gruppe Pakbo mit dem Informations- und Widerstandsnetz von Sándor Radó zusammenarbeitete. Von Pünter wurden kriegswichtige Informationen auch an den britischen Nachrichtendienst weitergeleitet, darunter die Produktionsstandorte der V1- und V2-Raketen, was zur Bombardierung dieser Anlagen führte.
Sein Pressedienst lieferte von 1937 an auch militärisch relevante Informationen aus Italien an die republikanische Regierung in Spanien. 
Nachdem Radós drei leistungsstarke Kurzwellensender (Rote Drei) Ende 1943 zwangsweise abgeschaltet worden waren, leitete Pünter wichtige Informationen über Di Pao Chen Chu, Presseattaché an der chinesischen Gesandtschaft in Bern, über China an die Sowjetunion weiter.
Nach dem Zweiten Weltkrieg war Pünter Präsident der Arbeitsgemeinschaft der Bundeshausjournalisten und von 1956 bis 1965 Presse- und Informationschef der Schweizerischen Rundfunkgesellschaft (SRG).
1970 drehte der WDR über ihn den Fernsehfilm Pakbo mit Joachim Hansen in der Hauptrolle.
1975 wurde Pünter in West-Berlin für seine Verdienste mit der Hans-Bredow-Medaille ausgezeichnet.

## Schriften (Auswahl)
- Der Anschluss fand nicht statt.  Geheimagent Pakbo erzählt. Erlebnisse, Tatsachen und Dokumente aus den Jahren 1930 bis 1945. Hallwag, Bern; Stuttgart 1967.
- Schweizerische Radio- und Fernsehgesellschaft, 1931–1970. Bern 1971.
- Wie es war: Erinnerungen eines Journalisten 1919–1977. Cosmos-Verlag, Bern 1977, ISBN 3-85621-031-8.